# Bob Welch
Robert Lawrence "Bob" Welch, Jr., född 31 augusti 1945 i Los Angeles, Kalifornien, död 7 juni 2012 i Antioch i Nashville, Tennessee, var en amerikansk sångare och gitarrist. Welch är främst känd som medlem i Fleetwood Mac åren 1971–1974. Han lämnade gruppen i december 1974 efter att ha medverkat på fem måttligt framgångsrika studioalbum, precis innan de fick sitt stora genombrott i USA. Welch ersattes av Stevie Nicks och Lindsey Buckingham. Welch bildade istället gruppen Paris 1975 i vilken han var medlem fram till 1977. Welch släppte efter det ett antal soloalbum.

## Diskografi (urval)

### Med Head West
- 1970 – Head West

### Med Fleetwood Mac
- 1971 – Future Games
- 1972 – Bare Trees
- 1973 – Penguin
- 1973 – Mystery to Me
- 1974 – Heroes Are Hard to Find
- 1992 – 25 Years – The Chain (samlingsalbum)

### Med Paris
- 1976 – Paris
- 1976 – Big Towne, 2061

### Soloalbum
- 1977 – French Kiss
- 1979 – Three Hearts
- 1979 – The Other One
- 1980 – Man Overboard
- 1981 – Bob Welch
- 1983 – Eye Contact
- 1991 – The Best of Bob Welch
- 1994 – Greatest Hits
- 1999 – Bob Welch Looks at Bop
- 2003 – His Fleetwood Mac Years & Beyond
- 2004 – Live at the Roxy
- 2006 – His Fleetwood Mac Years and Beyond, Vol. 2
- 2008 – Greatest Hits & More
- 2011 – Sings the Best Songs Ever Written
- 2011 – Live in Japan